# Bobolice
Bobolice (niem. Bublitz) – miasto w Polsce, w województwie zachodniopomorskim, w powiecie koszalińskim, siedziba gminy miejsko-wiejskiej Bobolice. Położone na Pojezierzu Bytowskim, nad rzeką Chociel, w pobliżu jeziora Chlewo. Drugie pod względem liczby ludności miasto powiatu koszalińskiego. 
Przemysł spożywczy, przetwórstwo tworzyw sztucznych i drewna.

## Położenie
Miasto jest położone na wzgórzach morenowych nad niewielką rzeką Chocielą, która jest dopływem Radwi. Historycznie leży na Pomorzu Zachodnim.
Według danych z 1 stycznia 2011 powierzchnia miasta wynosiła 4,77 km².
W latach 1975–1998 miasto administracyjnie należało do woj. koszalińskiego.
W Bobolicach zbiegają się drogi krajowe: nr 11 i nr 25 oraz trzy drogi wojewódzkie nr 171, 205 i 169.

## Demografia
Według danych z 31 grudnia 2010 r. miasto miało 4343 mieszkańców.
- Piramida wieku mieszkańców Bobolic w 2014 roku[5][6].

## Historia
Pierwsze ślady osadnictwa na tym terenie pochodzą z epoki brązu i żelaza. Osada leżała na szlaku łączącym Wielkopolskę z Kołobrzegiem, który miał wpływ na jej rozwój w średniowieczu. W 1107 Bolesław III Krzywousty zdobył ziemię bobolicką podczas kampanii pomorskiej.
Pierwszy zapis o istniejącej tu osadzie pochodzi z 1262, w dniu 27 lutego 1339 biskup kamieński Fryderyk von Eickstedt odkupił za cenę 1850 grzywien w srebrze 3/4 miasta od swoich lenników tj. Wedlów, Sasnitzów i Speningów i planował przekształcenie Bobolic w twierdzę. Pozostała część Bobolic pozostawała w rękach rodów von Brusewitz i von Kameke. W 1340 osada otrzymała prawa miejskie na prawie lubeckim oraz prawo bicia własnej monety, budowy fosy miejskiej, młynów na Chocieli, a także spławu drewna do Karlina. 13 kwietnia 1350 biskup Jan von Sachsen-Lauenburg potwierdził przywileje miejskie, nadał miastu wsie Chlebowo i Trzebień oraz zwolnił je na dziesięć lat z płacenia podatków. W 1370 Bobolice zostały przekazane pod zastaw krzyżakom, w późniejszym czasie wykupił je książę słupski Bogusław VIII.

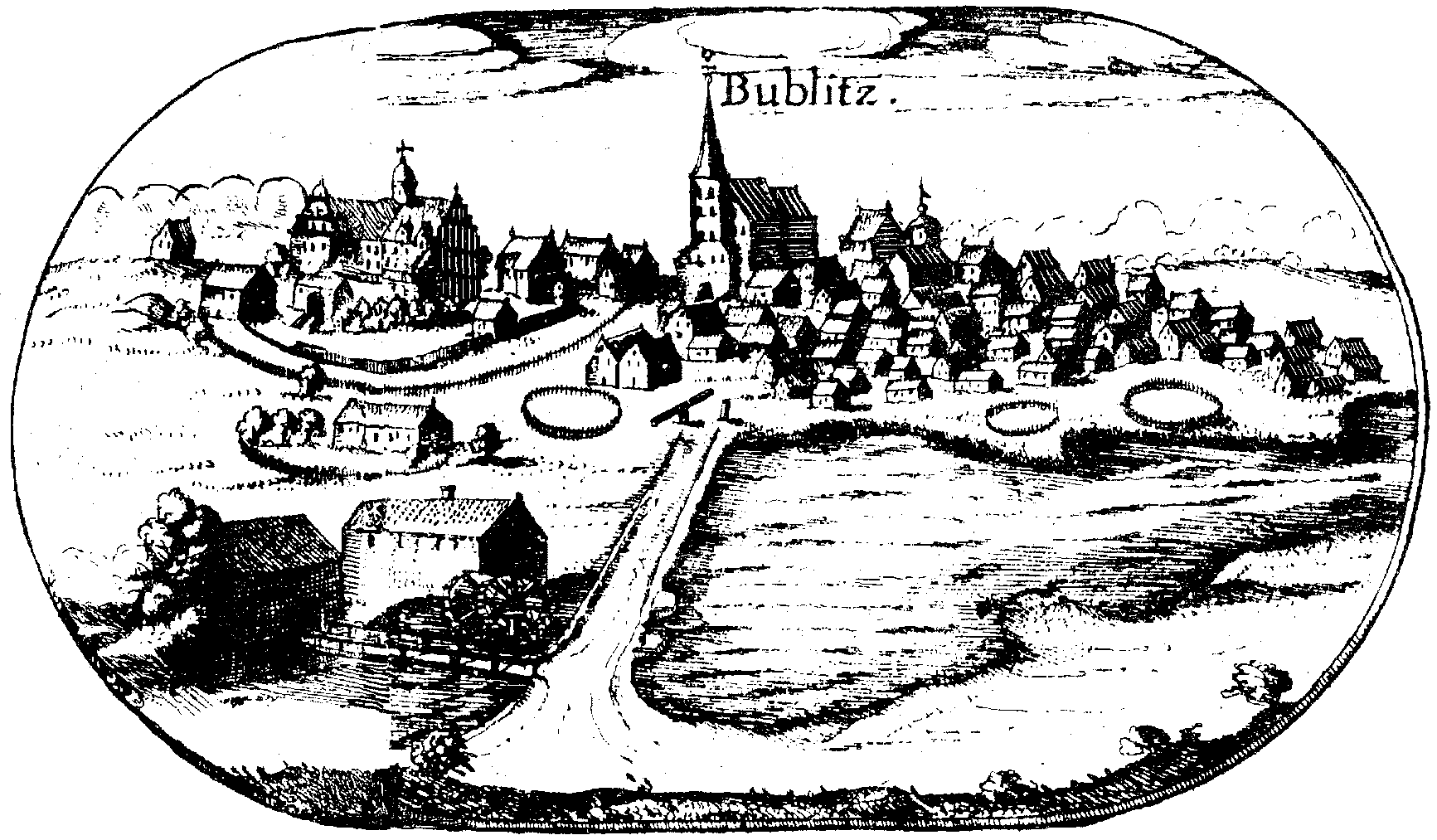
Panorama miasta Bobolice z mapy księstwa pomorskiego Lubinusa z 1618 roku

Po śmierci księcia, od 1418 Bobolice ponownie należały do biskupów kamieńskich, którzy w połowie XV wieku sprzedali je Maćkowi Massowowi. Syn Maćka popadł w kłopoty finansowe, w związku z tym podzielił miasto na trzy części, które ok. 1467 sprzedał Piotrowi von Munchow, Dubisławowi oraz rodzinie von Glasenapp. W tym samym roku biskup kamieński Ludwig von Eberstein unieważnił prawa własności i przekazał całe miasto w zastaw rodowi von Glasenapp, który w późniejszych latach w imieniu biskupstwa kamieńskiego sprawował nadzór nad pozostałymi częściami Bobolic. Zastaw obowiązywał przez trzydzieści lat i podlegał wykupowi za 750 reńskich guldenów, co nastąpiło w 1505. Miasto zostało scalone przez potomka rodu von Massow w 1551, ale od 1577 ponownie należało do biskupstwa kamieńskiego. Podupadło po pożarach w 1605 i 1631, a także po najeździe szwedzkim w 1632 i kolejnym pożarze w 1639, w 1650 stało się własnością rodu de Croy, który sprzedał je w 1684. W tym okresie po klęsce w bitwie pod Białą Górą w okolicach Bobolic osiedliło się wiele rodzin czeskich protestantów, za ich sprawą miasto zaczęło pod koniec XVII wieku dźwigać się z ruin. W XVIII pochodzący z Francji hugenoci założyli przetwórnię tytoniu, rozwinęło się wówczas tkactwo i szewstwo. W 1800 miał miejsce największy pożar miasta, po którym podczas odbudowy powstał nowy ratusz. W 1813 powstał nowy cmentarz zlokalizowany za miastem, a w 1818 murowany budynek szkoły. Od 1853, w ciągu trzech lat, wybudowano szeroki, utwardzony trakt łączący miasto z Koszalinem.

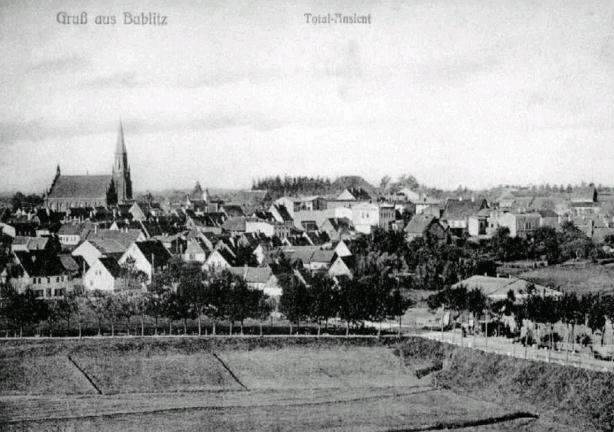
Panorama miasta (1905)

Od 1871 do 1945 część Niemiec. W latach 1872–1932 Bobolice były siedzibą powiatu, a następnie w wyniku reformy administracyjnej znalazły się w powiecie koszalińskim. W latach 1897 rozpoczęto, a 1898 uruchomiono kolej wąskotorową do Grzmiącej i Polanowa, w 1903 do Koszalina, a w 1905 do Białogardu. W pierwszej połowie XX wieku istniała tu fabryka maszyn rolniczych, fabryka mebli, zakłady młynarskie i tartak. W 1925 Bobolice liczyły 5432 mieszkańców, w 1930 rozszerzono granice miasta, które składało się z trzech części: Ackerhof, Bublitz i Friedenshof. W 1938 podczas nocy kryształowej zniszczono synagogę, a w 1940 na jej miejscu wybudowano kino. Po 27 lutego 1945 podczas walk z wkraczającą Armią Czerwoną zabudowa miasta została zniszczona w 75%.
W 1945 Bobolice powróciły w granice Polski, jednakże wskutek znaczących zniszczeń utraciły prawa miejskie (odzyskały je w 1958). 
W 1945 roku przy ul. Fabrycznej oraz przed Specjalnym Ośrodkiem Szkolno - Wychowawczym przy ul. Pocztowej żołnierze radzieccy wznieśli dwa obeliski ku czci swoich kolegów, którzy zginęli w walce z hitlerowcami. Oba pomniki zostały zlikwidowane. 
Po 1945 powstały w Bobolicach zakłady włókiennicze oraz reprezentujące przemysł spożywczy, odbudowano tartak, działała również stacja hodowli roślin. W 1950 rozebrano kaplicę św. Krzysztofa, a w latach 60. część zabudowy okolic placu Zwycięstwa.

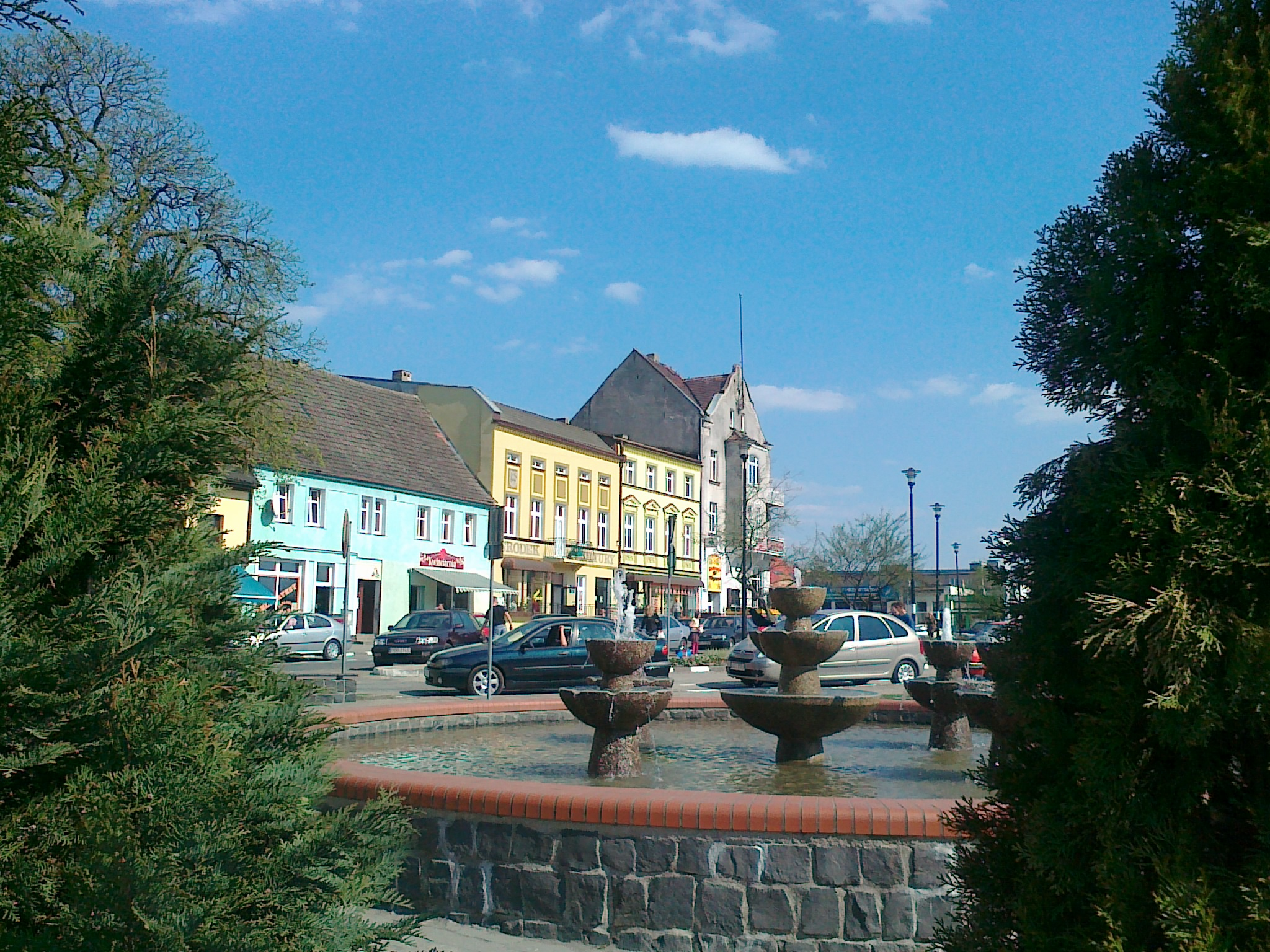
Centrum miasta współcześnie

W 2012 uchwalono hejnał Bobolic.

### Nazwa
Na polskiej mapie wojskowej z 1936 przy oznaczeniu miasta podano polski egzonim Bobolice, w 1946 nazwa ta została zatwierdzona jako urzędowa.

## Architektura

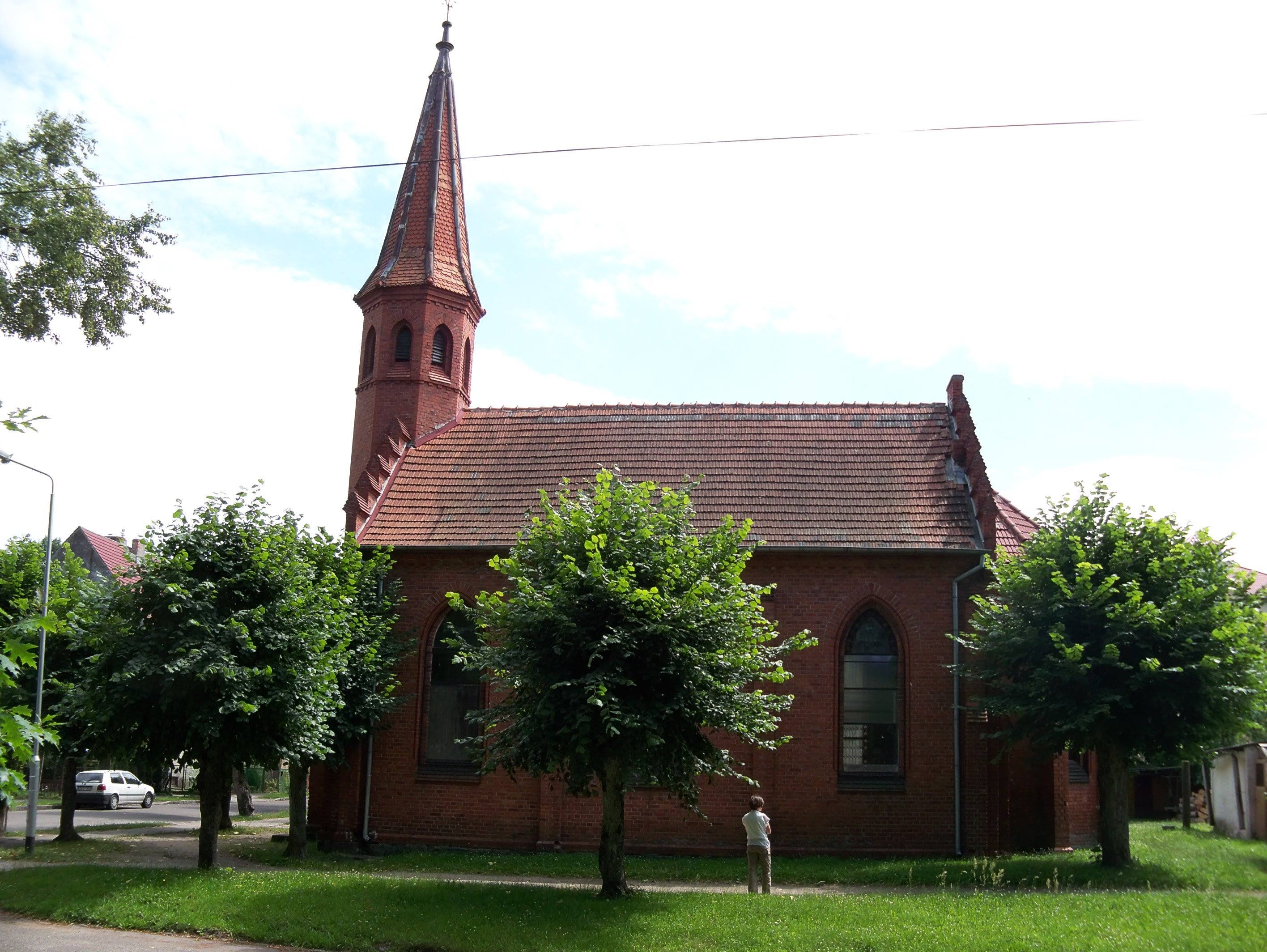
Dawny kościół staroluterański, ob. cerkiew Wszystkich Świętych

Zabytki chronione prawnie w Bobolicach:
- kościół pod wezwaniem Wniebowzięcia NMP wybudowany w latach 1882–1886 (ul. Kościelna 1), siedziba parafii,
- parafialna cerkiew prawosławna pod wezwaniem Wszystkich Świętych z 1902 wraz z cmentarzem przykościelnym z XVI w., wcześniej budowla była kościołem staroluterańskim (ul. Pocztowa 19),
- cmentarz ewangelicki z 2. połowy XIX w. (nieczynny),

Inne:
- dwa grodziska wyżynne, wczesnośredniowieczne podkowiaste z IX-XII w. oraz średniowieczne[17],
- domy konstrukcji ryglowej z XVIII i XIX w[18].

## Wspólnoty wyznaniowe

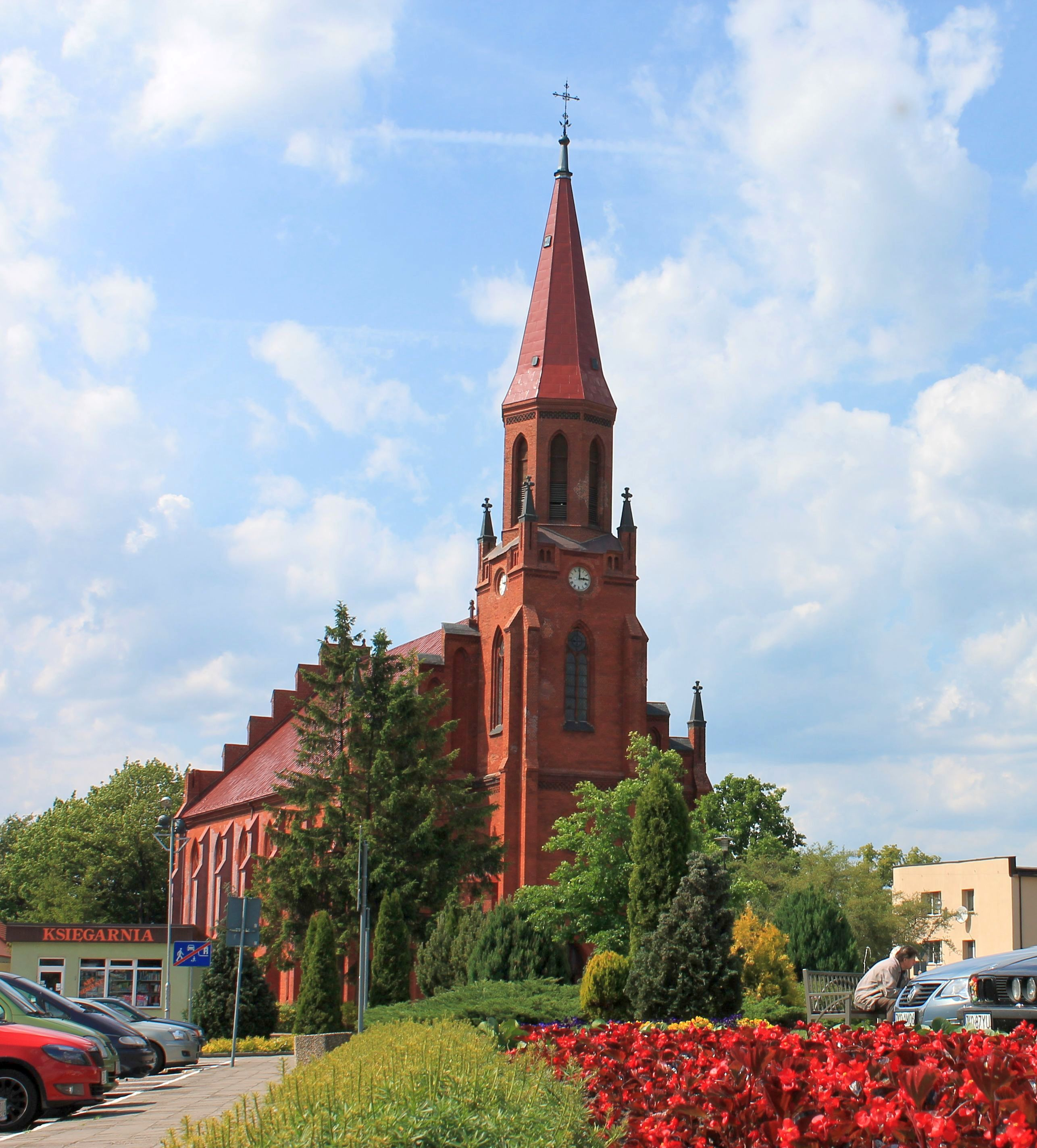
Kościół rzymskokatolicki Wniebowzięcia NMP

- Kościół greckokatolicki – parafia Trójcy Świętej[19]
- Kościół rzymskokatolicki – parafia Wniebowzięcia Najświętszej Maryi Panny[20]
- Polski Autokefaliczny Kościół Prawosławny – parafia Wszystkich Świętych[21]

## Administracja
Miasto jest siedzibą gminy miejsko-wiejskiej. Mieszkańcy Bobolic wybierają do swojej rady miejskiej 7 radnych (7 z 15). Pozostałych 8 radnych wybierają mieszkańcy terenów wiejskich gminy Bobolice. Organem wykonawczym jest burmistrz. Siedzibą władz jest budynek przy ul. Ratuszowej.
Burmistrzowie Bobolic:
- Ireneusz Kozłowski
- Sylwester Sobański (SLD) (od 2002)
- Mieczysława Brzoza (od 2010)

Mieszkańcy Bobolic wybierają parlamentarzystów z okręgu wyborczego nr 40, senatora z okręgu wyborczego nr 100, a posłów do Parlamentu Europejskiego z okręgu wyborczego nr 13.

## Przyroda
Na łąkach blisko Bobolic, tuż przy nieczynnym, przecinającym miasto nasypie kolejowym, znajduje się zbiorowisko roślinne z dominacją pełnika europejskiego, gatunku prawnie chronionego. Teren ten objęto ochroną jako rezerwat przyrody Łąki Bobolickie.